# なにわ筋連絡線
なにわ筋連絡線（なにわすじれんらくせん）（仮称）とは、大阪府大阪市北区の西日本旅客鉄道（JR西日本）梅田貨物線・なにわ筋線（建設中）の大阪駅（うめきたエリア地下ホーム）と同市淀川区にある阪急の十三駅を結ぶ計画の鉄道路線（未成線）である。

2017年（平成29年）5月23日に大阪府・大阪市・西日本旅客鉄道（JR西日本）・南海電気鉄道（南海）・阪急電鉄（阪急）の5者共同リリースにより、「国と連携しながら整備に向けた調査・検討を進めます」と事業の推進について言及された路線である。
2022年（令和4年）12月27日、阪急阪神ホールディングス次期社長の嶋田泰夫が、新大阪連絡線と同時の2031年（令和13年）に、なにわ筋線と同じ狭軌で開業させる方針であると言及した。

## 計画の推移
梅田貨物駅の再開発地区（梅田北ヤード）と十三駅を結ぶ新たな路線の計画として、1989年5月31日の運輸政策審議会答申10号で「2005年までに整備に着手することが適当である区間」として言及された路線である。「なにわ筋連絡線」の名称が示すとおり、梅田北ヤードからなにわ筋直下で大阪市街地を南北に縦貫する路線である「なにわ筋線」を補完する路線として位置づけられた。ただし当時は梅田北ヤードの再開発事業、ならびになにわ筋線の計画が進んでおらず、目立った進捗はなかった。
2004年8月になり、「大阪市営地下鉄（現・Osaka Metro）四つ橋線を阪急十三駅まで延伸し、阪急神戸本線との相互直通運転を行う」とする構想を大阪市が検討していることがメディアにより紹介されたことにより「西梅田・十三連絡線」構想が持ち上がり、議論の中心は一旦そちらへと移った。2012年には、当時なにわ筋線構想が停滞していたこともあり、地下鉄四つ橋線を阪急および南海と接続し、阪急の新大阪連絡線構想と共に「新大阪駅と関西国際空港を直結する新ルート」として検討されていたとの報道もあった。
しかし2017年3月に、阪急が府・市・JR西日本・南海と「十三に地下新駅を作って北梅田まで狭軌の新線を敷設し、北梅田からなにわ筋線へ乗り入れることで大筋合意した」という報道があった（北梅田での接続は「乗り換え」とする案があることも報じられている）。その後発表された同年5月23日付の5者共同リリースにて、「なにわ筋線の整備効果や事業性をより一層高めるため、（仮称）北梅田駅北側で阪急十三方面に分岐する路線（なにわ筋連絡線）について、国と連携しながら整備に向けた調査・検討を進めます」と明記され、新路線の名称が「なにわ筋連絡線」として本格的に検討されることになった。ただし一方で、同年5月25日の東洋経済オンラインの記事によれば、週刊東洋経済記者の取材に対し、大阪市関係者が「（なにわ筋連絡線の）調査検討では西梅田・十三連絡線との比較検討も行うことになるだろう」と述べたと報じており、計画として依然「なにわ筋連絡線」「西梅田・十三連絡線」の両者が存在していることが示唆されていた。
2019年10月、阪急が新大阪連絡線との一体整備を前提として、JR西日本・南海電鉄・大阪府・大阪市と協議を実施する方向で調整をしているとの報道があった。
2022年12月27日付産経新聞による、阪急阪神ホールディングス副社長で次期社長に内定していた嶋田泰夫へのインタビューで、十三駅からJR新大阪駅を結ぶ「新大阪連絡線」と、十三駅から大阪駅北側の再開発地区「うめきた2期」の新たな地下駅「大阪駅」を結ぶ「なにわ筋連絡線」の2つの阪急電鉄の新線を、それぞれ2031年（令和13年）に開業させる方針を明らかにした。新線は軌間になにわ筋線と同じ狭軌を阪急としては初めて採用して十三駅から関西国際空港方面に乗り換えなしで移動を可能とし、なにわ筋線との同時開業を目指すとしている。
産経新聞大阪本社は2023年、再び阪急電鉄役員にこの件についてインタビューし、取材に応じた専務取締役上村正美は、「阪急は新大阪から十三、十三からなにわ筋線の始発駅であるJR大阪駅をつなぐ2本の連絡線を13年に開業する計画」と話し、なにわ筋線は「狭軌」とするため、阪急は新型車両を開発し、「基本的に南海電鉄と共通の構造とし、メンテナンスは南海に依頼する方針」「阪急のシンボルである『マルーンカラー』にはしたい」とした。また、十三の新駅は「現在の駅構内の地下に開設し、訪日客などがエレベーターなどでスムーズに移動できるようにする」。新大阪の新駅は「大阪市淀川区宮原3丁目に土地を所有しており、その地下での建設を想定している」と述べ、同年8月16日付産経新聞大阪本社版朝刊でスクープとして報じた。他の在阪マスコミも追随して報じている。
2023年12月、JR西日本がなにわ筋連絡線・新大阪連絡線への乗り入れを検討していることが報道された。

## 接続路線と接続駅
- 大阪駅 地下ホーム（通称：うめきたエリア）：梅田貨物線・なにわ筋線、東海道本線・大阪環状線（大阪駅）、JR東西線（北新地駅）、OsakaMetro御堂筋線（梅田駅）、阪急神戸本線・阪急宝塚本線・阪急京都本線（大阪梅田駅）、阪神本線（大阪梅田駅）、Osaka Metro谷町線（東梅田駅）、Osaka Metro四つ橋線（西梅田駅）
- 十三駅：阪急新大阪連絡線（事業化に向け協議中）・阪急神戸本線・阪急宝塚本線・阪急京都本線

### 注記
1. ↑  計画段階での仮称は「北梅田駅」（きたうめだえき）